# Língua marquesana
O marquesano é uma língua polinésia da família das línguas austronésias. Esta língua da Polinésia Francesa é falada nas ilhas Marquesas.
O marquesano subdivide-se em «’eo enana», falado no noroeste do arquipélago, e em «’eo enata» falado no sudeste. Alguns linguistas, como Wurm e Hattori, consideram que o marquesano-do-norte, falado por mais de 3 000 pessoas (Nuku Hiva, Ua Huka e Ua Pou) constitui uma língua separada do marquesano-do-sul, falado por 2 100 pessoas em Hiva Oa, Tahuata e Fatu Hiva.
O marquesano faz parte do conjunto Reo mā’ohi, que designa o conjunto das línguas da Polinésia Francesa. Além do marquesano, este conjunto inclui as línguas e dialetcos seguintes:
- o taitiano (ou reo tahiti), a língua do arquipélago da Sociedade.
- o paumotu (ou reko pa’umotu), a língua do arquipélago de Tuamotu que inclui sete variantes dialectais;
- as línguas das Austrais (reo rapa, rurutu, tubuai, rimatara, raivavae);
- o mangarévien (ou reo mangareva) do Arquipélago de Gambier.

O marquesano distingue-se notavelmente do taitiano (50 % de intercompreensão, léxico semelhante entre 45 e 67 %) ou do paumotu (29 %).
O paumotu é um parente próximo das línguas polinésias da Polinésia oriental, incluindo o maori das Ilhas Cook, o maori da Nova Zelândia, o rapa nui (língua da ilha da Páscoa), e especialmente a Língua havaiana é uma de suas mais próximas irmãs.
Desde a deliberação n° 2000-19 APF de 27 de Janeiro de 2000 institui-se a Academia marquesana ("Tuhuna ’Eo Enata"), criada pela Assembleia da Polinésia Francesa, sendo a sua missão preservar e enriquecer o marquesano.
A Delegação geral da língua francesa e das línguas da França considera o marquesano como uma «língua da França».

## Morfo-sintaxe

### Substantivos e frases verbais
As partículas verbais são colocadas antes do verbo que modificam.
| Partículas Verbais | Partículas Verbais | exaemplo                       | exemplo numa frase                                             |
| ------------------ | ------------------ | ------------------------------ | -------------------------------------------------------------- |
| passado            | eu                 | i ui (perguntou)               | te mehai i iu (o jovem perguntou)                              |
| apresentar         | te...nei           | te maakau nei (pense)          | te maakau nei au i tuu kui (eu penso na minha mãe)             |
| perfeito           | u\ua               | u hanau (nasceu)               | u hanau au i Hakehatau (nasci em Hakehatau)                    |
| imperfeito         | e                  | e hee (indo)                   | e hee koe i hea (onde você está indo?)                         |
| inceptivo          | atahi a            | atahi a kai (então eles comem) | iu pao taia, atahi a kai (...quando terminar isso, eles comem) |
| obrigatório        | a                  | um hein! (vai!)                | a hee io te tante (vá ao médico!)                              |

Uma frase nominal em marquesano é qualquer frase que comece com um marcador de caso ou um determinante. Marcadores de caso ou preposições sempre precedem os determinantes, que por sua vez precedem os marcadores de número. Como tal, todos eles precedem o substantivo que modificam.
| Artigos               | Artigos | Demonstrativos | Demonstrativos | Outros   | Outros   |
| --------------------- | ------- | -------------- | -------------- | -------- | -------- |
| definido singular     | te/t-   | this           | tenei          | um certo | titahi   |
| indefinido            | e/he    | that           | tena           | outro    | tahipito |
| dual/ paucal definido | na      | aquele         | tea            |          |          |
| anafórico             | hua     |                |                |          |          |

| Marcador nominal de número | Marcador | Marcador |
| -------------------------- | -------- | -------- |
| dual                       | mou      |          |
| dual/paucal                | mau      |          |
| plural                     | tau      |          |

Existem 11 pronomes pessoais que se distinguem por singular, dual e plural. Além disso, existem dois outros pronomes pessoais que distinguem a posse.
| Pronme              | Singular | Dual/Paucal | Plural | Possessivo |
| ------------------- | -------- | ----------- | ------ | ---------- |
| 1.pess              | au/-ʻu   |             |        | tuʻu       |
| 1ª pess. inclusiva  |          | taua        | tatou  |            |
| 1ª pess. .exclusiva |          | maua        | mataou |            |
| 2ª .pess            | koe      | koʻua       | kotou  | to         |
| 3ª .pess            | ia       | ʻaua        | ʻatou  |            |

Frases complexas usam substantivos verbais em orações subordinadas.
Te hakaiki kei mei Hanaiapa te ono-tina te hakaiki momo mei Predefinição:Which lang - |DEF chefe grande de Hanaiapa DEF ouvir-de chefe menor de |}}
Hanaiapa, o Tua-i-kaie, ua noho me te vehine pootu oko

### Possessivos
Mutu & Ben Teìkitutoua2002) apresentam mapas e exemplos de possessão de Pouum dialeto norte Marquesano Norte). Todos os exemplos nesta seção são retirados de seu trabalho. Consulte as notas para obter mais informações.
A posse em Marquesano é marcada por partículas preposicionais afixadas ao sintagma nominal que elas modificam. Preposicionais de posse como um todo a outras partes da frase ou discurso e, portanto, podem ser impactantes. A posse é essencialmente diferente dos outros tipos de modificação de adposição, pois marca uma relação entre dois sintagmas nominais em oposição àquela entre o sintagma verbal e o sintagma nominal'.
Existem quatro marcadores de posse em Marquesan. São as preposições: a, o, na e no. As preposições possessivas a e o traduzem como 'de' enquanto  na e no são de posse inalienável atributiva, preposições possessivas que se traduzem como 'pertence a, de' ou 'para'.

#### Preposiçõesaeo
Nestes exemplos, vemos a relação de duas fases substantivas com o uso das preposições possessivas a e o. A preposição é afixada ao sintagma nominal possuidor que, por sua vez, domina o sintagma possuído.
| Úa tihe mai te vahana a tenei tau vehine | PRF chega aqui DEF marido desta mulher PL - |"Chegou o marido dessas mulheres."}}
| Úa tau ma ùka o te haè - | PRF caminho de terra no topo da casa DEF - |"(Ele) pousou no topo da casa."}}

#### Preposiçõesnaeno
Nestes exemplos, vemos a relação de constituintes que formam um sintagma nominal. Este é um exemplo de posse atributiva, alienável.
|…ùa ìò i -a Tainaivao è tama na Pekapeka… - |PFV tomada STATAG PS Tainaivao INDEF filho {de (pertence a)} Pekapeka - |'(ela) foi tomada por Tainaivao, filho de Pekapeka.'}}
|À too tēnei vaka não koe - |IMP leve esta canoa para 2SG - |'Leve esta canoa para você.'}}

#### Dominante vs subordinada
O Marquesano distingue entre dois tipos contrastantes de posse. A primeira pode ser descrita em termos muito amplos como possessão na qual o possuidor é dominante, ativo, superior ou no controle do possuído. A e na marcam esse tipo de posse:
| E ìò koe he mea vehine na ia - | Predefinição:Gcl pegue 2SG INDEF coisa mulher dele - |"Você vai conseguir uma esposa para ele."}}
Por outro lado, o e não indicam posse onde o possuidor é subordinado, passivo, inferior ou sem controle sobre o possuído:
| Ù kave mai koe i tēnā kahu no ia - | PFV traga aqui 2SG DO aquele vestido para ela - |"Você trouxe aquele vestido para ela (para usar)."}}

### =Locativo
As construções locativas em Marquesan seguem este padrão (elementos entre parênteses são opcionais):
Preposição - (Modificador) - núcleo lexical - (Direcional) - (Demonstrativo) - (Modificador) - Atributo possessivo/Frases nominais atributivas
| Huʻi-ʻia atu t-o ia keo ʻi tai - | turn-PASS DIR ART-POSS 3SG fundo LD mar - |"Seu fundo está virado para o mar." - |abbreviations=DIR:direcional}}

Este padrão sintático locativo é comum entre as línguas polinésias. 

## Fonologia
A característica mais marcante das línguas marquesas é a substituição quase universal da /r/ ou /l/ de outras línguas polinésias por uma /ʔ/ (oclusiva glotal).
Como outras línguas polinésias, a fonologia das línguas marquesas é caracterizada por uma escassez de consoantes e uma abundância comparativa de vogais. Os fonemas consonantais são:
|                | Labial | Alveolar | Velar | Glotal |
| -------------- | ------ | -------- | ----- | ------ |
| Plosiva        | p      | t        | k     | ʔ      |
| Fricativa      | f v    |          |       | h      |
| Nasal Oclusiva | m      | n        | ŋ     |        |
| Líquida        |        | r        |       |        |

Deste pequeno número de consoantes, /ŋ/ é encontrado apenas em Nuku Hiva oriental (Tai Pi Marquesan), e /f/ é encontrado apenas em dialetos do Sul Marquesano. Por escrito, o fonema /ŋ/ é escrito ⟨n(g)⟩, e /ʔ/ é escrito ʻ , a ʻokina.
Ao contrário do samoano, o /ŋ/ não é um nasal isolado: ele é encontrado apenas em conjunto com o seguinte /k/. Assim, enquanto a palavra samoana para "baía" é faga, pronunciada [ˈfa.ŋa], é hanga em Tai Pi Marquesan, e é pronunciado /ˈha.ŋka/. Esta palavra é útil para demonstrar uma das diferenças consonantais regulares mais previsíveis entre os dialetos do norte e do sul: no norte da Marquesa, a palavra é haka, e no sul da Marquesa, é hana.[carece de fontes?]
O fonema /h/ é representado com a letra ⟨h⟩, porém é realizado foneticamente como {{IPA|[h]} }, [x] ou [s], dependendo da vogal a seguir.
Os fonemas vocálicos são os mesmos de outras línguas polinésias, versões longas e curtas de cada:
|         | Anterior | Anterior | Central | Central | Posterior | Posterior |
| Longa   | Curta    | Longa    | Curta   | Longa   | Curta     |           |
| ------- | -------- | -------- | ------- | ------- | --------- | --------- |
| Fechada | iː       | i        |         |         | uː        | u         |
| Medial  | eː       | e        |         |         | oː        | o         |
| Aberta  |          |          | aː      | a       |           |           |

## Alfabeto
A E F H I K M N O P R S T U V ʻ
a e f h i k m n o p r s t u v ʻ 

## Dialetos
Marquesano Norte é falado nas ilhas do norte (Nuku Hiva, Ua Pou, e Ua Huka), e Marquesano Sul nas ilhas do sul (Hiva Oa, Tahuata , e Fatu Hiva). Em Ua Huka, que foi quase totalmente despovoada no século XIX e repovoada com pessoas do norte e do sul das Marquesas, a língua compartilha traços tanto do norte quanto do sul. Dados comparativos sobre os vários dialetos do marquesano podem ser encontrados no "Atlas linguístico da Polinésia Francesa" (Charpentier & François 2015).
As diferenças mais notáveis entre as variedades são o /k/ Norte Marquesano em algumas palavras onde o Sul Marquesano tem /n/ ou /ʔ/ (oclusiva glotal), e /h/ em todas as palavras em que o Sul Marquesano tem /f/.
A tabela abaixo compara uma seleção de palavras em várias variedades dialetais do Marquesano, de acordo com o Atlas Linguístico da Polinésia Francesa, com sua pronúncia no IPA. O Taitiano também é adicionado para comparação.
|                                    | Marquesano Norte      | Marquesano Norte      | Marquesano Norte      | Marquesano Sul              | Marquesano Sul              | Taitiano                        |
|                                    | Mova Hiva             | Ua Poa                | Hua HUkar             | Hiva Oa                     | Fatu Hiva! tailandês        |                                 |
| ---------------------------------- | --------------------- | --------------------- | --------------------- | --------------------------- | --------------------------- | ------------------------------- |
| olá                                | /ka:ʔoha/             | /ka:ʔoha/             | /ka:ʔoha/             | /ka:ʔoha/                   | /ka:ʔoha/                   | /ʔhi na/                        |
| ser humano                         | /ʔenana/              | /ʔenana/              | /ʔenana/              | /ʔenata/                    | /ʔenata/                    | /taʔata/                        |
| vida                               | /pohuʔe/              | /pohuʔe/              | /pohuʔe/              | /pohoʔe/                    | /pohoʔe/                    | /vida/                          |
| corpo                              | /nino/                | /nino/                | /realmente/           | /realmente/                 | /realmente/                 | /verdade/                       |
| boca                               | /haha/                | /haha/                | /haha/                | /fafa/                      | /fafa/                      | /boca/                          |
| cabeça                             | /cabeça/              | /cabeça/              | /cabeça/              | /upoʔo/                     | /upoʔo/                     | /upoʔo/                         |
| ver                                | /ʔite/                | /ver/                 | /ʔite/                | /ʔite/                      | /ʔite/                      | /ʔite/                          |
| falar                              | /dez/                 | /dez/                 | /dez/                 | /teʔao/                     | /teʔao/                     | /palavra/                       |
| cão                                | /peto/                | /peto/                | /peto/                | /verme/                     | /verme/                     | /ʔu:ri/                         |
| piolho                             | /erro/                | /erro/                | /erro/                | /ʔutu/                      | /ʔutu/                      | /ʔutu/                          |
| ontem                              | /tinah/               | /ontem/               | /tinah/               | /tinah/                     | /tinah/                     | /if:nashi/                      |
| céu                                | /ʔaki/                | /ʔaki/                | /ʔani/                | /ʔani/                      | /ʔani/                      | /raʔi/                          |
| lua                                | /meama/               | /meama/               | /máquina/             | /máquina/                   | /máquina/                   | /ʔa:vaʔe/                       |
| vento                              | /metak/               | /metak/               | /metani/              | /metani/                    | /metani/                    | /mataʔi/                        |
| mar                                | /tai/                 | /tai/                 | /tai/                 | /tai/                       | /tai/                       | /eu no/                         |
| corais                             | /livro/               | /livro/               | /fonte/               | /feʔeo/                     | /feʔeo/                     | /puʔa/                          |
| peixe                              | /peixe/               | /peixe/               | /peixe/               | /iʔa/                       | /iʔa/                       | /iʔa/                           |
| polvo                              | /ir/                  | /ir/                  | /ir/                  | /feʔe/                      | /feʔe/                      | /feʔe/                          |
| ilha, terra                        | /henua/               | /henua/               | /henua/               | /terra/                     | /terra/                     | /terra/                         |
| rio                                | /kaʔavai/             | /kaʔavai/             | /kaʔavai/             | /kaʔavai/                   | /kaʔavai/                   | /ʔa:na:vai/                     |
| pão                                | /taʔo/                | /taʔo/                | /taʔo/                | /taʔo/                      | /taʔo/                      | /pão/                           |
| coco                               | /ʔehi/                | /ʔehi/                | /ʔehi/                | /ʔeʔehi/                    | /ʔeʔehi/                    | /haʔari/                        |
| casa                               | /haʔe/                | /haʔe/                | /haʔe/                | /faʔe/                      | /faʔe/                      | /casa/                          |
| homem (masculino)                  | /vahana/              | /vahana/              | /vahana/              | /ʔahana/                    | /ʔahana/                    | /ta:ne/                         |
| mulher                             | /mulher/              | /mulher/              | /mulher/              | /mulher/                    | /mulher/                    | /mulher/                        |
| avó                                | /avó mãe/ ("avó mãe") | /avó mãe/ ("avó mãe") | /avó mãe/ ("avó mãe") | /mulher avó/ ("mulher avó") | /mulher avó/ ("mulher avó") | /ma:ma: ru:ʔau/ ("mamãe velha") |
| chefe, rei                         | /hakaʔiki/            | /hakaʔiki/            | /hakaʔiki/            | /hakaʔiki/                  | /hakaʔiki/                  | /ariʔi/                         |
| templo tradicional precinto, marae | /meʔae/               | /meʔae/               | /meʔae/               | /meʔae/                     | /limiar/                    | /campo/                         |
| você (singular)                    | /ʔoe/                 | /você/                | /ʔoe/                 | /ʔoe/                       | /ʔoe/                       | /ʔoe/                           |

Os dialetos do norte caem aproximadamente em quatro grupos:
Tai Pi, falado no terço oriental de Nuku Hiva, e de acordo com alguns linguistas, uma língua separada, Marquesan Tai Pi Marquesan
Teiʻi, falado em ocidental Nuku Hiva
Leste Ua Pou
Ocidental Ua Pou
Os dialetos do sul caem aproximadamente em três grupos:
Pepane: Oriental Hiva Ao e Ua Huka
[[Fatu Hiva]
Nuku: Hiva Oeste e Tahuata
Marquesano Norte exibe algumas características originais. Enquanto algumas línguas polinésias mantiveram o nasal velar /ŋ/, muitos perderam a distinção entre os nasais /ŋ/ e /n/, fundindo ambos em { {IPA|/n/}}. O norte da Marquesa, como os dialetos Ilha do Sul maori da Nova Zelândia, prefere /k/. Outra característica é que, enquanto alguns idiomas polinésios substituem *k por /ʔ/, o Marquesano Norte o manteve. (taitiano e formal samoana não têm nenhum /k/, e o /k/ no havaiano moderno é pronunciado também [ k] ou [t] e deriva do polinésio *t.)
Os dialetos de Ua Huka são frequentemente classificados incorretamente como Norte Marquesano; eles são, em vez disso, transitórios. Enquanto a ilha está no grupo do norte das Marquesas, os dialetos mostram mais afinidades morfológicas e fonológicas com o sul das Marquesas. Os dialetos do Norte Marquesano às vezes são considerados duas línguas separadas: Marquesan Norte e Marquesano -Tai Pi sendo este último falado nos vales do terço oriental de a ilha de Nuku Hiva, na antiga província de Tai Pi . Puka-Pukano, falado em Puka-Puka e nas Ilhas do Desapontamento no nordeste de Tuamotu, é um dialeto do Sul Marquesan, e não deve ser confundido com o homônimo [[língua pukapukan] falado em Pukapuka, uma das Ilhas Cook].